# Club Social y Deportivo Pinocho
Il Club Social y Deportivo Pinocho è un club polisportivo argentino del barrio di Villa Urquiza, Buenos Aires. Il club è stato fondato nel 1925 ed è entrato nel mondo del calcio a 5 (disciplina dove ha ottenutio i migliori risultati) nel 1999. Attualmente gioca la prima divisione del Campionato AFA di calcio a 5.

## Storia
"Los verdes" sono giunti alla prima divisione argentina nel 2001 e da allora hanno ottenuto la vittoria di sette campionati e tre volte campioni consecutivi, prima squadra del futsal argentino, e successivamente quattro volte campioni di seguiti dal 2005 al 2008. Il Pinocho ha partecipato al Torneo Sudamericano de Clubes de Futsal nel 2006, 2007 e 2008 dove ha sempre ottenuto il terzo posto finale. Nel 2007 agli Umbro Awards è stata votata miglior squadra del mondo.

## Rosa 2009
| N. |                      | Ruolo | Calciatore               |
| -- | -------------------- | ----- | ------------------------ |
| 1  | Argentina (bandiera) | P     | Matias Carballeda        |
| 12 | Argentina (bandiera) | P     | Matías Quevedo           |
| 14 | Argentina (bandiera) | L     | Gabriel Fafastruli       |
| 8  | Argentina (bandiera) | L     | Manuel Ignacio Fernandez |
| 7  | Argentina (bandiera) | LA    | Pablo Javier Fernandez   |
| 9  | Argentina (bandiera) | G     | Emiliano Baloira         |
| 5  | Argentina (bandiera) | DL    | German Abel Corazza      |

| N. |                      | Ruolo | Calciatore        |
| -- | -------------------- | ----- | ----------------- |
| 13 | Argentina (bandiera) | DL    | Matias Vasinger   |
| 6  | Argentina (bandiera) | D     | Adrian Rescia     |
| 10 | Argentina (bandiera) | L     | Martin Amas       |
| 11 | Argentina (bandiera) | L     | Patricio Benes    |
| 15 | Argentina (bandiera) | A     | Alan Calo         |
| 2  | Argentina (bandiera) | D     | Pablo Marcone     |
| 4  | Argentina (bandiera) | D     | Sebastián Corazza |

## Palmarès
- 12 Campionati AFA: Apertura 2005, Clausura 2005, A 2006, A 2007, C 2007, A 2008, C 2008, A 2009, C 2009, A 2010, C 2010, A 2011
- 3 Torneo Nacional de Futsal: 2008, 2009, 2010

## Altri sport
- Basket
- Calcio giovanile
- Volley
- Nuoto
- Karate Do
- Ginnatisca
- Pattinaggio